# Парч (село)
 Парч — село в Усть-Куломском районе Республики Коми, административный центр сельского поселения Парч.

## География
Расположено на правом берегу реки Вычегда на расстоянии примерно 51 км по прямой от районного центра села Усть-Кулом на восток.

## История
Известно с 1859 года как деревня Парчевская (Парчь).

## Население
Постоянное население составляло 160 человек (коми 100 %) в 2002 году, 136 в 2010.